# Carlo Alberto Caniato
Carlo Alberto Caniato (* 31. Oktober 2005 in Verona) ist ein italienischer Tennisspieler.

## Persönliches
Carlo Alberto Caniato stammt aus einer tennisbegeisterten Familie: Sein Vater Riccardo, sein Onkel und sein Großvater waren alle aktive Tennisspieler mit guten nationalen Platzierungen. Caniato begann im Alter von vier Jahren mit dem Tennisspielen. Er trainierte unter anderem im Circolo Marfisa und auf den Plätzen des CUS Ferrara. Seit etwa 2022 ist er am Centro Tecnico Villa Carpena in Forlì aktiv, wo er seine Fähigkeiten weiterentwickelt.

## Karriere
Caniato spielte zwischen 2021 und 2023 auf der ITF Junior Tour. Dort nahm er 2023 an zwei der vier Grand-Slam-Turniere teil, wo er das Achtelfinale der US Open im Einzel und Doppel erreichte. Er gewann zudem zwei Einzel- und einen Doppeltitel von niedriger bis mittlerer Relevanz. In der Junioren-Rangliste erreichte er mit Platz 47 seine höchste Notierung.
Bei den Profis spielte Caniato von 2021 bis 2023 zunächst vereinzelt Profiturniere. Auf der ITF Future Tour war er dann ab 2024 regelmäßig aktiv und gewann seinen ersten Titel im Doppel, während er im Einzel sein erstes Finale erreicht hatte. In der Tennisweltrangliste stand er Ende 2024 jeweils etwa auf Position 800. Auf der höher dotierten ATP Challenger Tour kam Caniato noch zu keinem Matcherfolg. Anfang 2025 kamen zwei weitere Doppeltitel der Future-Kategorie hinzu. Beim Rom Masters gab er im Mai 2025 sein Debüt auf der ATP Tour. Er erhielt an der Seite von Federico Bondioli eine Wildcard für den Doppelwettbewerb, wo sie gegen das Top-10-Doppel Simone Bolelli und Andrea Vavassori die Überraschung schafften und mit 7:6, 6:7, [10:8] gewannen. In der Folgerunde unterlagen sie den späteren Finalisten Sadio Doumbia und Fabien Reboul in zwei Sätzen. Der Erfolg verhalf Caniato zum Sprung bis auf Platz 371 der Rangliste.